# Triângulo do fogo

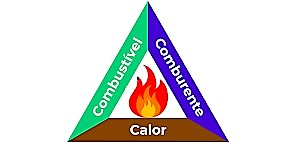
Triângulo do fogo

O triângulo do fogo é a representação dos três elementos necessários para que haja uma combustão. Esses elementos são: o combustível, que fornece energia para a queima; o comburente, que é a substância que reage quimicamente com o combustível; e o calor, que é necessário para iniciar a reação entre combustível e comburente. Hoje em dia usa-se também o Tetraedro do Fogo, onde além de CALOR, COMBUSTÍVEL E COMBURENTE também tem a reação em cadeia.
Combustível: É tudo que é suscetível de entrar em combustão (madeira, papel, pano, estopa, tinta, alguns metais, etc.) 
Carburente: É associado quimicamente ao combustível, é capaz de fazê-lo entrar em combustão (o oxigénio é o principal comburente) .
Energia de ativação ou ignição: É o calor necessário para iniciar a reacção , após a ignição a própria reacção torna-se a fonte de calor.

## Classificação dos Combustíveis

### Quanto ao Estado Físico
Solidos: carvão, madeira, pólvora, etc.

Líquidos: gasolina, álcool, éter, óleo, etc.

Gasosos: metano, etano, etileno, etc. 

### Quanto à Volatilidade
Voláteis: São aqueles que, à temperatura ambiente, são capazes de se inflamar (álcool, éter, benzina, hexano, nafta e a gasolina.) 

Não Voláteis: São aqueles que, para desprenderem vapores capazes de se inflamar, necessitam aquecimento acima da temperatura ambiente (óleo combustível, óleo lubrificante, querosene etc.)

## Comburente
Na maioria das reações que geram a combustão, o comburente encontrado normalmente é o oxigênio. 
A porcentagem de oxigênio existente no ar atmosférico é de aproximadamente 21%. 
Sempre que a percentagem de oxigênio cair abaixo de 13%, o mesmo já não alimentará mais a combustão. 
Sempre que nós conseguirmos manter uma percentagem de oxigênio abaixo de 16% em determinado local, estaremos afastando um dos lados do triângulo do fogo, e consequentemente extinguindo o mesmo. A este método de extinção do fogo é dado o nome de ABAFAMENTO.

## Temperatura
Ponto de Fulgor: É a temperatura (uma para cada combustível), na qual um combustível desprende vapores suficientes para serem inflamados por uma fonte externa de calor, mas não em quantidade suficiente para manter a combustão. 

Ponto de Combustão: É a temperatura do combustível acima da qual ele desprende vapores em quantidade suficiente para serem inflamados por uma fonte externa de calor e continuarem queimando, mesmo quando retirada esta fonte de calor. 

Ponto de Ignição: É a temperatura necessária para inflamar os vapores que estejam se desprendendo de um combustível. 
Após ter visto tudo isto, podemos concluir que se abaixarmos a temperatura de um combustível, ou da região onde seus vapores flutuam, abaixo da sua temperatura de ignição, cessará a combustão. 
Este é o segundo método básico de extinção de incêndios, e é conhecido como resfriamento. 

O agente universal utilizado no método do resfriamento é a água. 